# Mycetophagus incognitus
Mycetophagus incognitus is een keversoort uit de familie boomzwamkevers (Mycetophagidae). De wetenschappelijke naam van de soort werd in 1988 gepubliceerd door Nikitsky.